# Plutodes subcaudata
Plutodes subcaudata är en fjärilsart som beskrevs av Butler 1880. Plutodes subcaudata ingår i släktet Plutodes och familjen mätare. Inga underarter finns listade i Catalogue of Life.